# Histura
Histura là một chi bướm đêm thuộc họ Tortricidae.

## Các loài
- Histura bicornigera  Razowski, 1984
- Histura boliviana  Razowski, 1984
- Histura chlorotypa  Razowski & Becker, 1981
- Histura cuprata  Meyrick, 1917
- Histura doriae  Razowski & Becker, 1981
- Histura hirsuta  Walsingham, 1914
- Histura limosa  Meyrick, 1912
- Histura xanthotypa  Razowski & Becker, 1981